# Jake Thomas

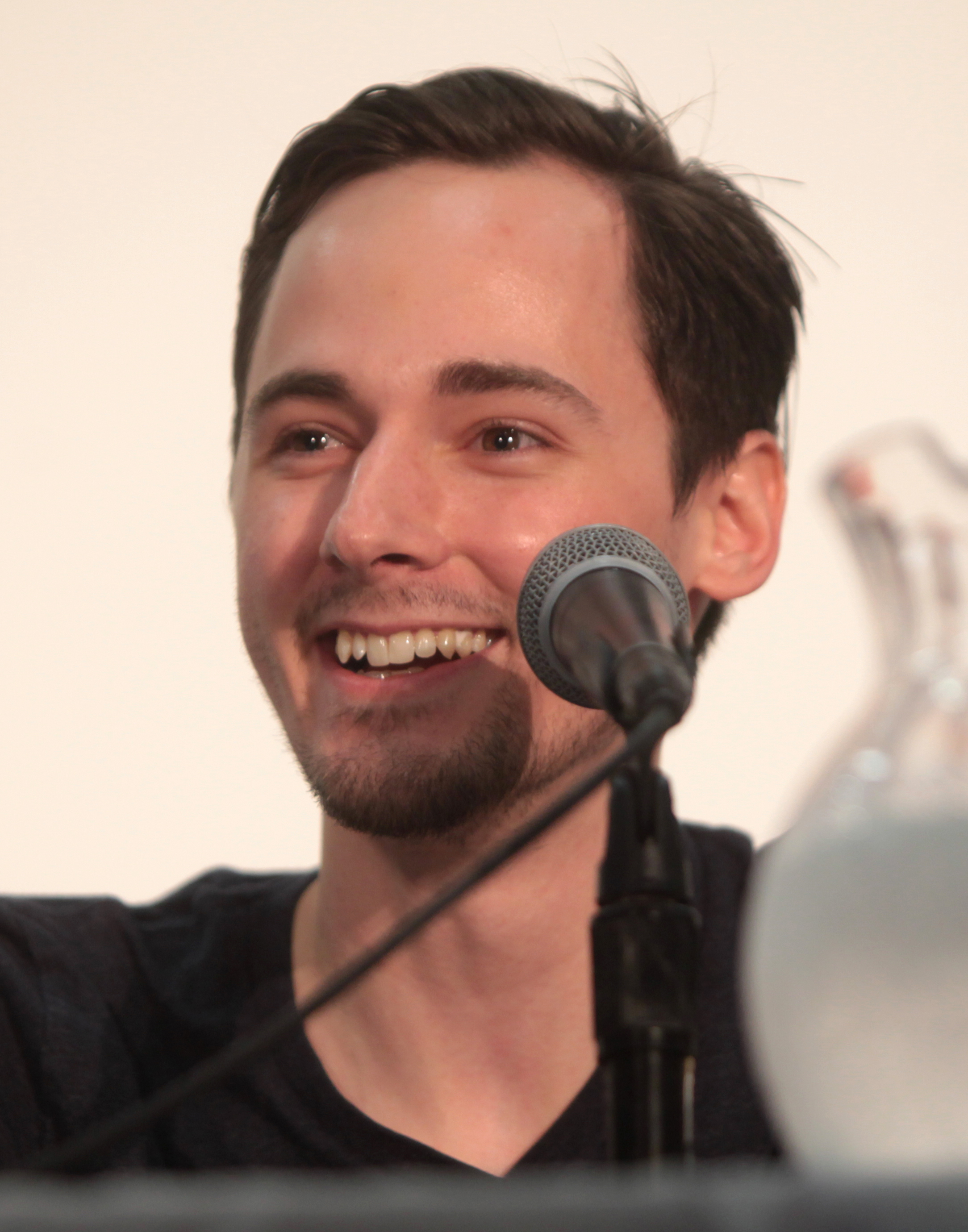
Jake Thomas (2014)

Jake Thomas (* 30. Januar 1990 in Knoxville, Tennessee) ist ein US-amerikanischer Filmschauspieler.

## Leben
Jake Thomas’ Leben begann im Rampenlicht. Seine Eltern, Bob und Simms Thomas sind Moderatoren und Schauspieler, die die Geburt ihres Sohnes in den Knoxville Evening News vermarkteten. Selbst seine ersten Lebenstage begleitete ein Kamerateam. Bereits ab sechs Jahren stand er, meist mit seinen Eltern, in verschiedenen Werbespots vor der Kamera, so unter anderem für Hallmark, Purina, Nintendo, Honda, Nestlé, Cheerios, Magnavox und Kodak. Entgegen den Erwartungen seiner Eltern konnte Thomas jedoch nicht als Theaterschauspieler Fuß fassen, und absolvierte 1999 in einer Episode von Hinterm Mond gleich links sein Filmdebüt. Seit diesem Zeitpunkt steht er in vielen verschiedenen Film- und Fernsehproduktionen vor der Kamera.
Eine seiner ersten Rollen übernahm Thomas ebenfalls 1999 in einer Fernseh-Filmbiografie über Hugh Hefner, in der er diesen als neunjährigen Jungen verkörperte. Im Jahr 2001 erhielt er in Steven Spielbergs Kinofilm A.I. – Künstliche Intelligenz die Rolle des Martin Swinton, der sich mit seinem gleichaltrigen Adoptivbruder – einem Roboter – eine beinahe tödliche Fehde liefert. Für diesen Auftritt wurde Thomas mit dem Young Artist Award als Bester Nebendarsteller ausgezeichnet. Zwischen 2001 und 2004 war er in der Disney-Serie Lizzie McGuire als jüngerer Bruder der von Hilary Duff verkörperten Titelfigur zu sehen. In der kurzlebigen Disneyserie Einfach Cory! übernahm er als Jason Stickler ab 2007 eine wiederkehrende Nebenrolle. Im Erwachsenenalter tritt Thomas vor allem als Gastdarsteller in US-Fernsehserien sowie in kleineren Filmproduktionen auf. 2018 spielte er gemeinsam mit Chris Brochu die Hauptrollen in dem Comedyfilm Baja.

## Filmografie  (Auswahl)

### Fernsehserien
- 1999: Hinterm Mond gleich links (3rd Rock from the Sun, 1 Folge)
- 1999: Ein Hauch von Himmel (Touched by an Angel, 1 Folge)
- 2000–2003: Lizzie McGuire (Lizzie McGuire, 64 Folgen)
- 2004: Without a Trace – Spurlos verschwunden (Without a Trace, 1 Folge)
- 2007–2008: Einfach Cory (Cory In The House, 8 Folgen)
- 2008: Cold Case – Kein Opfer ist je vergessen (Cold Case, Folge Roller Girl)
- 2009: CSI: Miami (1 Folge)
- 2009: Ghost Whisperer – Stimmen aus dem Jenseits (Ghost Whisperer, Folge Endless Love)
- 2009: Dr. House (House, 1 Folge)
- 2009: Lie to Me (1 Folge)
- 2009: Rules of Engagement (Folge Twice)
- 2010: Criminal Minds (Folge Middle Man)
- 2012, 2024: Navy CIS (zwei Folgen)
- 2012: CSI: NY (Folge Clue: SI)
- 2013–2014: Storytellers (6 Folgen)
- 2019: S.W.A.T. (Folge Encore)

### Spielfilme
- 1999: Der Playboy – Die Hugh Hefner Story (Hefner: Unauthorized; Fernsehfilm)
- 2000: The Cell (The Cell)
- 2001: A.I. – Künstliche Intelligenz (Artificial Intelligence: AI)
- 2003: Schöne Bescherung 2 – Eddie geht baden (Christmas Vacation 2: Cousin Eddie’s Island Adventure)
- 2003: Popstar auf Umwegen (The Lizzie McGuire Movie)
- 2004: Soccer Cup: Torschütze auf 4 Pfoten (Soccer Dog-European Cup)
- 2004: DinoCroc (Dinocroc)
- 2016: The Unwilling
- 2018: Baja

## Auszeichnungen
Jake Thomas wurde siebenmal für den Young Artist Award nominiert und gewann ihn 2002 für seine Darstellung in A.I. – Künstliche Intelligenz.